# تروي بيكر
تروي بيكر (Troy Baker) هو ممثل أمريكي ولد في 1 أبريل 1976 في مدينة دالاس في ولاية تكساس.

## أدواره في الأنمي

### مسلسلات أنمي تلفزيونية
- كود جياس لولوش المتمرد - شنايزل إل بريطانيا
- كود جياس لولوش المتمرد R2 - شنايزل إل بريطانيا
- بليتش - جين كاريا، روز
- خيميائي الفولاذ - فرانك آرتشر
- خيميائي الفولاذ FULLMETAL ALCHEMIST - غريد (في جسد لينغ ياو)
- المعلم الساحر نيغيما! - ناغي سبرينغفيلد
- بلاك كات - جينوس هازارد
- ترينيتي بلاد - إيبل نايترود
- داركر ذان بلاك: المقاول الأسود - نوفمبر 11
- باسيليسك - كوغا غنّوسكي
- المحقق كونان - جين
- ون بيس - هيلميبو، أوم
- تسوباسا كرونيكل - كايل روندارت
- إيرغو بروكسي - كازكيس هاور
- موشيشي - ياسكي
- سول إيتر - إكسكاليبر
- ناروتو شيبودن - ياماتو (الصوت الأول), بين
- ميجامان ستار فورس - داميان
- كيكايشي - ماداراو
- سلايرز ريفولوشن - زوما
- سلايرز إيفولوشن-آر - زوما/رادوك
- فامباير نايت - كاين أكاتسكي
- فامباير نايت Guilty - أكاتسكي كاين
- عدن الشرق - ريوسكي موريمي
- بليد - نوا فان هلسينغ
- بيرسونا 4 ذي أنيميشن - كانجي تاتسومي (الصوت الأول)

### أوفا أنمي
- البدلة المتنقلة جاندام يونيكورن - سيام فيست

### أفلام أنمي
- بليتش: ميموريز أوف نوبودي - غانريو
- تيلز أوف فيسبيريا: ذا فرست سترايك - يوري لويل

## أدواره في الرسوم المتحركة
- جينيرايتور ريكس - فان كلايس، بايوولف
- ألتيميت سبايدرمان - لوكي، عين الصقر, الصاعق، مونتانا
- إجتماع المنتقمون - عين الصقر، لوكي
- ترانسفورمرز: روبوتس إن ديسغايز - ستيلجو
- باتمان: هجوم على أركام - جوكر

## أدواره في ألعاب الفيديو
- بيرسونا 4 - كانجي تاتسومي
- بيرسونا 4 غولدن - كانجي تاتسومي
- بيرسونا 4 أرينا - كانجي تاتسومي
- تيلز أوف فيسبيريا - يوري لويل
- فاينل فانتسي 13 - سنو فيلييرز
- وورلد أوف فاينل فانتسي - سنو فيلييرز
- سنغوكو باسارا: ساموراي هيروز - ميتسوناري إيشيدا
- كاثرين - فنسنت بروكس
- ألتيميت مارفل VS كابكوم 3 - نوفا
- GUILTY GEAR 2 OVERTURE - سول بادغاي
- ذا لاست أوف أس - جول
- فار كراي 4 - باجان مين
- ميتال غير سوليد 5: ذا فانتوم بين - أوسلوت
- سونيك جينيريشنز - الحرباء إسبيو
- ناروتو شيبودن: كيزونا درايف - ياماتو، دانزو شيمورا
- ناروتو شيبودن: ألتيميت نينجا ستورم ريفولوشن - ياماتو، بين
- ناروتو شيبودن: ألتيميت نينجا ستورم 4 - ياماتو، بين
- إنفيموس: سكند سن - ديلسين رو
- بايوشوك إنفنت - بوكر ديويت
- فينيكس رايت: إيس أتورني: دوال ديستنيز - سايمون بلاكويل
- كول أوف ديوتي: أدفانسد وورفير - جاك ميتشل
- ديث ستراندنغ - هيقز
- أنشارتد 4: نهاية لص - سام دريك
- مورتال كومبات إكس - أيرون بلاك
- مورتال كومبات 11 - أيرون بلاك
- ظلال الحرب - تاليون

## وصلات خارجية
- تروي بيكر على موقع IMDb (الإنجليزية)
- تروي بيكر على موقع ميتاكريتيك (الإنجليزية)
- تروي بيكر على موقع روتن توميتوز (الإنجليزية)
- تروي بيكر على موقع قاعدة بيانات الأفلام العربية
- تروي بيكر على موقع ألو سيني (الفرنسية)
- تروي بيكر على موقع ميوزك برينز (الإنجليزية)
- تروي بيكر على موقع أول موفي (الإنجليزية)
- تروي بيكر على موقع ديسكوغز (الإنجليزية)
- تروي بيكر على موقع قاعدة بيانات الفيلم (الإنجليزية)
- تروي بيكر على موقع ليتربوكسد (الإنجليزية)